# Joaquín Álvarez de Toledo y Caro
Joaquín Álvarez de Toledo i Caro (Madrid, 1894 - Madrid, 1955) XX duc de Medina-Sidonia, Gran d'Espanya i cap de la Casa Ducal de Medina-Sidonia, una de les principals cases de la noblesa castellana.
Nascut a Madrid el dia 18 d'abril de 1894 era fill de José Joaquín Álvarez de Toledo y Caro, XIX duc de Medina-Sidonia, i de Rosalía Caro y Caro, dels comtes de Caltavuro. L'any 1931 va contraure a Biarritz amb María del Carmen Maura y Herrera, neta del cap de govern Antonio Maura, duc de Maura. La parella va tenir una única filla:
- Luisa Isabel Álvarez de Toledo y Maura, XXI duquessa de Medina-Sidonia (Estoril 1936 - Sanlúcar de Barrameda 2012). Es casà en primeres núpcies amb José Leoncio González de Gregorio y Martí de qui es divorcià. Es casà en segones núpcies amb Liliane Marie Dahlmann.

Morí l'any 1955. A part de duc de Medina-Sidonia. Ostentà també els títols de marquès de los Vélez, marqués de Villafranca del Bierzo i comte de Niebla. El ducat de Medina-Sidonia és considerat el més antic de la noblesa castellana.